# Володаровка (Липецкая область)
Володаровка — деревня в Воловском районе Липецкой области России. Входит в состав Ожогинского сельсовета.

## География
Деревня находится в юго-западной части Липецкой области, в лесостепной зоне, в пределах восточных отрогов Среднерусской возвышенности, на правом берегу реки Олым, на расстоянии примерно 13 километров (по прямой) к востоку-северо-востоку (ENE) от села Волово, административного центра района.
Абсолютная высота — 148 метров над уровнем моря.
Климат умеренно континентальный с теплым летом и умеренно морозной зимой.
Часовой пояс
Деревня Володаровка, как и вся Липецкая область, находится в часовой зоне МСК (московское время). Смещение применяемого времени относительно UTC составляет +3:00.

## Население
| 2010 | 2012 |
| ---- | ---- |
| 37   | ↘33  |

Гендерный состав
По данным Всероссийской переписи населения 2010 года в гендерной структуре населения мужчины составляли 51,4 %, женщины — соответственно 48,6 %.
Национальный состав
Согласно результатам переписи 2002 года, в национальной структуре населения русские составляли 96 % из 47 человек.

## Улицы
Уличная сеть деревни состоит из одной улицы (ул. Заречная).